# Sudamerlycaste linguella
Sudamerlycaste linguella är en orkidéart som först beskrevs av Heinrich Gustav Reichenbach, och fick sitt nu gällande namn av Fredy Archila. Sudamerlycaste linguella ingår i släktet Sudamerlycaste och familjen orkidéer. Inga underarter finns listade i Catalogue of Life.